# Neeme (Jõelähtme)
Neeme is een plaats in de Estlandse gemeente Jõelähtme, provincie Harjumaa. De plaats heeft de status van dorp (Estisch: küla).

## Bevolking
Het dorp had 279 inwoners op 31 december 2011 en 324 inwoners op 31 december 2021.

## Ligging
Neeme ligt op de noordpunt van het schiereiland Ihasalu.